# Сен-Сенфорьен-сюр-Сон
Сен-Сенфорье́н-сюр-Сон (фр. Saint-Symphorien-sur-Saône) — коммуна во Франции, находится в регионе Бургундия. Департамент коммуны — Кот-д’Ор. Входит в состав кантона Сен-Жан-де-Лон. Округ коммуны — Бон.
Код INSEE коммуны — 21575.

## Население
Население коммуны на 2010 год составляло 352 человека.
| 1962 | 1968 | 1975 | 1982 | 1990 | 1999 | 2010 |
| ---- | ---- | ---- | ---- | ---- | ---- | ---- |
| 246  | 231  | 220  | 252  | 302  | 306  | 352  |

## Экономика
В 2010 году среди 227 человек трудоспособного возраста (15—64 лет) 169 были экономически активными, 58 — неактивными (показатель активности — 74,4 %, в 1999 году было 68,1 %). Из 169 активных жителей работали 149 человек (84 мужчины и 65 женщин), безработных было 20 (4 мужчины и 16 женщин). Среди 58 неактивных 12 человек были учениками или студентами, 30 — пенсионерами, 16 были неактивными по другим причинам.